# Westchester County
Westchester County er et county i den amerikanske delstat New York. Westchesters areal udgør 1.295 km², og har en befolkning på 923.459, som vurderes at være øget med 2,3 procent til 968.802 i 2013. Den blev etableret i året 1683, og er opkaldt efter Chester i England. Det administrative centrum for Westchester County er byen White Plains.

## Byer
Der er seks større byer i Westchester County:
- Mount Vernon
- New Rochelle
- Peekskill
- Rye
- White Plains
- Yonkers

## Personer fra Westchester County
- Nicole Eisenman (1965-), kunstmaler,[1] voksede op i Scarsdale (Westchester County)